# Orchis négligé
Dactylorhiza praetermissa
Espèce
Classification phylogénétique
L'Orchis négligé (Dactylorhiza praetermissa) est une espèce de plantes à fleurs de la famille des Orchidaceae.
Elle est aussi appelée « Dactylorhize négligé », « Dactylorhize oublié » ou « Orchis oublié ».

## Habitat et distribution
On retrouve cette espèce dans les prairies humides et dans les pannes dunaires du nord de l'Europe, de la Suède à l'Italie.
En France, on la trouve dans le Nord du pays, de la Bretagne à l'Alsace.

## Description
C'est une plante herbacée vivace robuste pouvant atteindre 40 cm de haut.
Ses fleurs, de rose pâle à rouge violacé sont disposées en épi assez dense. Elle fleurit de juin à juillet. Elle est reconnaissable à son labelle étalé, peu découpé aux bords latéraux légèrement recourbés vers l'avant.

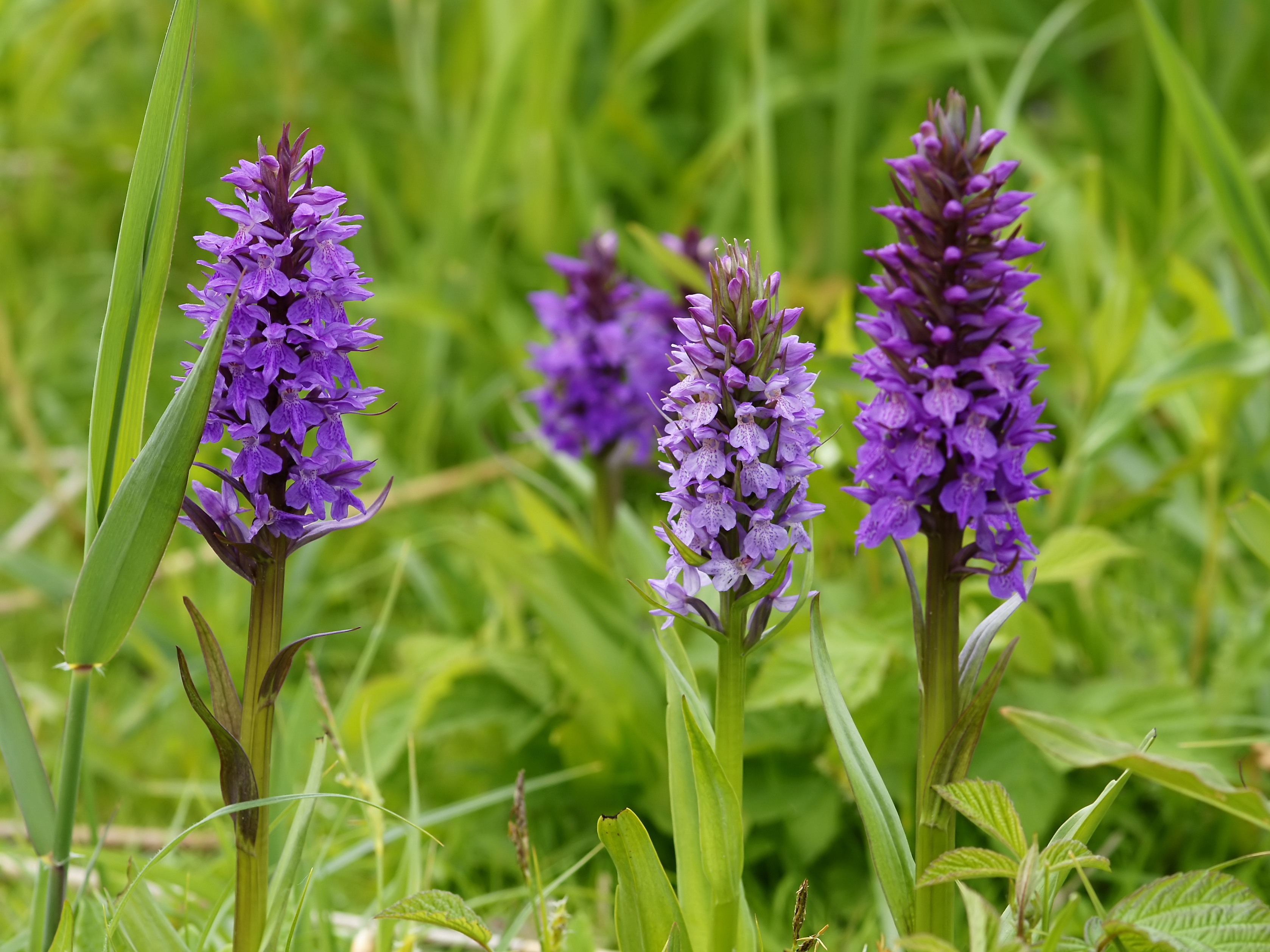
Petite colonie d'orchis négligés.

## Vulnérabilité
L'espèce est en régression à la suite de la diminution du nombre et de la taille des zones humides et des prairies non amendées.
Elle est classée NT : Espèce quasi menacée.

## Statuts de protection
Elle figure sur les listes des plantes protégées dans l'Union européenne, notamment aux Pays-Bas, en Belgique et dans les régions françaises de Champagne-Ardenne et de Lorraine.